# Mercator (handelsketen)
Poslovni sistem Mercator d.o.o. is een Sloveense supermarktketen, die onderdeel uitmaakt van de groep Fortunova Grupa. Het heeft filialen verspreid over de Westelijke Balkan. 

## Geschiedenis
Op 4 maart 1949 werd in Ljubljana de groothandelaar Živila opgericht, die basisproducten verkocht over Slovenië en de rest van Joegoslavië. In 1953 veranderde het bedrijf zijn naam naar Mercator, wat Latijns is voor 'handelaar'. In hetzelfde jaar kreeg het ook invoerrechten over koffie, thee, rijst en kruiden. Op 27 november 1959 opende het zijn eerste supermarkt in Ljubljana aan de Bavarski dvor. In dat decennium opende het ook zijn eerste tankstation. Anno 1979 was Mercator de op twee na grootste supermarktketen in Joegoslavië. In 2024 vierde de keten zijn 75-jarig bestaan.